# Hilter am Teutoburger Wald
Hilter am Teutoburger Wald es una comunidad ubicada al sur del distrito de Osnabrück, en Baja Sajonia (Alemania). Esta comunidad se encuentra cerca del bosque de Teutoburgo, del que por ello toma su nombre.

## Geografía
Hilter limita al norte con Bissendorf, al este con Melle, al sur con Bad Rothenfelde y Bad Laer así como al oeste con Bad Iburg y Georgsmarienhütte.

### Composición municipal
- Allendorf (211)
- Borgloh (1.738)
- Ebbendorf (745)
- Eppendorf (300)
- Hankenberge (685)
- Hilter (4.746) — capital de la comunidad
- Uphöfen (218)
- Wellendorf (1.529)

(Estado a: 31 de marzo de 2004)

## Economía
Tiene un fuerte arraigo rural, tanto es así que el 56% de su superficie lo ocupa terreno de cultivo.